# Campeonato Mundial de Snowboard de 2019 - Halfpipe masculino
A prova do Halfpipe masculino do Campeonato Mundial de Snowboard de 2019 ocorreu entre os dias 6 e 8 de fevereiro na cidade de  Park City,  em Utah, nos Estados Unidos.

## Medalhistas
| Ouro               | Prata              | Bronze                 |
| Scotty James (AUS) | Yūto Totsuka (JPN) | Patrick Burgener (SUI) |

## Resultados

### Qualificação
Um total de 30 snowboarders participaram da competição. A prova ocorreu dia 6 de fevereiro com início  às 14:00. Os 10 melhores avançaram para a final.
| Colocação | Bib | Ordem de inscrição | Nome                | Nacionalidade  | Descida 1 | Descida 2 | Melhor | Notas |
| --------- | --- | ------------------ | ------------------- | -------------- | --------- | --------- | ------ | ----- |
| 1         | 2   | 9                  | Yūto Totsuka        | Japão          | 86.50     | 38.25     | 86.50  | Q     |
| 2         | 5   | 1                  | Patrick Burgener    | Suíça          | 83.75     | 33.50     | 83.75  | Q     |
| 3         | 1   | 5                  | Scotty James        | Austrália      | 22.00     | 80.75     | 80.75  | Q     |
| 4         | 11  | 11                 | Kent Callister      | Austrália      | 76.25     | 62.25     | 76.25  | Q     |
| 5         | 15  | 27                 | Iouri Podladtchikov | Suíça          | 75.75     | 49.25     | 75.75  | Q     |
| 6         | 8   | 7                  | Ikko Anai           | Japão          | 75.25     | 36.25     | 75.25  | Q     |
| 7         | 7   | 6                  | Jan Scherrer        | Suíça          | 73.75     | 74.00     | 74.00  | Q     |
| 8         | 6   | 10                 | Toby Miller         | Estados Unidos | 66.50     | 72.25     | 72.25  | Q     |
| 9         | 25  | 18                 | Zhang Yiwei         | China          | 69.50     | 71.25     | 71.25  | Q     |
| 10        | 14  | 30                 | Derek Livingston    | Canadá         | 69.00     | 59.75     | 69.00  | Q     |
| 11        | 13  | 16                 | Lee Kwang-ki        | Coreia do Sul  | 62.50     | 38.00     | 62.50  |       |
| 12        | 4   | 4                  | Raibu Katayama      | Japão          | 17.25     | 61.75     | 61.75  |       |
| 13        | 9   | 2                  | Ruka Hirano         | Japão          | 59.75     | 17.00     | 59.75  |       |
| 14        | 3   | 8                  | Chase Josey         | Estados Unidos | 58.00     | 38.00     | 58.00  |       |
| 15        | 18  | 25                 | Christoph Lechner   | Alemanha       | 54.50     | 38.50     | 54.50  |       |
| 16        | 24  | 17                 | Tit Štante          | Eslovênia      | 51.75     | 53.50     | 53.50  |       |
| 17        | 28  | 20                 | Fan Xiaobing        | China          | 52.25     | 35.75     | 52.25  |       |
| 18        | 16  | 24                 | Liam Tourki         | França         | 11.50     | 52.00     | 52.00  |       |
| 19        | 22  | 23                 | Andre Höflich       | Alemanha       | 49.25     | 50.00     | 50.00  |       |
| 20        | 31  | 29                 | Seamus O'Connor     | Irlanda        | 44.50     | 49.50     | 49.50  |       |
| 21        | 19  | 12                 | Nikita Avtaneev     | Rússia         | 28.25     | 49.00     | 49.00  |       |
| 22        | 26  | 21                 | Wang Ziyang         | China          | 47.00     | 18.25     | 47.00  |       |
| 23        | 27  | 13                 | Braeden Adams       | Canadá         | 43.75     | 23.00     | 43.75  |       |
| 24        | 20  | 14                 | Kweon Lee-jun       | Coreia do Sul  | 13.50     | 40.75     | 40.75  |       |
| 25        | 12  | 19                 | Chase Blackwell     | Estados Unidos | 28.75     | 14.25     | 28.75  |       |
| 26        | 23  | 15                 | Jack Collins        | Canadá         | 25.50     | 16.75     | 25.50  |       |
| 27        | 17  | 28                 | Shawn Fair          | Canadá         | 24.25     | 18.00     | 24.25  |       |
| 28        | 10  | 3                  | Jake Pates          | Estados Unidos | 21.00     | 17.50     | 21.00  |       |
| 29        | 29  | 22                 | Lee Hyun-jun        | Coreia do Sul  | 20.75     | 6.75      | 20.75  |       |
| 30        | 30  | 26                 | Gu Ao               | China          | 14.00     | 8.50      | 14.00  |       |

### Final
A final foi iniciada às 19:16.do dia 8 de fevereiro 
| Colocação         | Bib | Ordem de início | Nome                | Nacionalidade  | Descida 1   | Descida 2   | Descida 3   | Melhor      | Notas       |
| ----------------- | --- | --------------- | ------------------- | -------------- | ----------- | ----------- | ----------- | ----------- | ----------- |
| Medalha de ouro   | 1   | 8               | Scotty James        | Austrália      | 94.25       | 24.00       | 97.50       | 97.50       |             |
| Medalha de prata  | 2   | 10              | Yūto Totsuka        | Japão          | 85.50       | 92.25       | 45.25       | 92.25       |             |
| Medalha de bronze | 5   | 9               | Patrick Burgener    | Suíça          | 84.75       | 91.25       | 41.25       | 91.25       |             |
| 4                 | 6   | 3               | Toby Miller         | Estados Unidos | 42.75       | 90.00       | 48.00       | 90.00       |             |
| 5                 | 11  | 7               | Kent Callister      | Austrália      | 79.00       | 29.25       | 13.25       | 79.00       |             |
| 6                 | 8   | 5               | Ikko Anai           | Japão          | 52.25       | 49.00       | 75.75       | 75.75       |             |
| 7                 | 14  | 1               | Derek Livingston    | Canadá         | 73.75       | 12.75       | 44.75       | 73.75       |             |
| 8                 | 25  | 2               | Zhang Yiwei         | China          | 61.25       | 13.00       | 13.75       | 61.25       |             |
| 9                 | 7   | 4               | Jan Scherrer        | Suíça          | 8.25        | 38.75       | 8.50        | 38.75       |             |
| —                 | 15  | 6               | Iouri Podladtchikov | Suíça          | Não começou | Não começou | Não começou | Não começou | Não começou |

Legenda
| Recorde mundial       | Recorde mundial (World record)               |                       | Recorde africano                      | Recorde africano (African) |                                           | Q | Classificado por posição (Qualified) |
| Recorde do campeonato | Recorde do campeonato (Championship record)  | Recorde da América    | Recorde da América (Americas)         | q                          | Classificado por melhor tempo (Qualified) |   |                                      |
| Melhor marca do ano   | Melhor marca do ano (World leading)          | Recorde asiático      | Recorde asiático (Asian)              | DNS                        | Não largou (Did not start)                |   |                                      |
| Recorde nacional      | Recorde nacional (National record)           | Recorde europeu       | Recorde europeu (European)            | DNF                        | Não terminou (Did not finish)             |   |                                      |
| Recorde pessoal       | Recorde pessoal do atleta (Personal best)    | Recorde da Oceania    | Recorde da Oceania (Oceania)          | DSQ / DQ                   | Desclassificado (Disqualified)            |   |                                      |
| Recorde da temporada  | Recorde da temporada do atleta (Season best) | Recorde sul-americano | Recorde sul-americano (South America) | NM                         | Sem marca (No mark)                       |   |                                      |